# リムナンテス科
リムナンテス科 (リムナンテスか、Limnanthaceae) は双子葉植物の科のひとつで1-2属のおよそ10種からなる。やや肉質で複葉または深く切れ込んだ単葉。北アメリカに分布する。日本には栽培植物として紹介されている。ヨーロッパなどで広く栽培されるLimnanthes douglasii は花の配色から"poached egg plant"（落とし卵草）と俗称される。
アメリカ合衆国では、L. alba を種子から化粧品用の油（メドウフォーム油）を採るために栽培している。

## 分類

### リムナンテス科に含まれる属
- Floerkea
- リムナンテス属 Limnanthes

### APG植物分類体系
APG植物分類体系では、アブラナ目におかれる。
- 被子植物 Angiosperm
  - 真正双子葉類 Eudicots
    - バラ類 Rosids
      - 真正バラ類 II Eurosids II
        - アブラナ目 Brassicales
          - リムナンテス科 Limnanthaceae

### クロンキスト体系
クロンキスト体系ではフウロソウ目に入れた。
- 被子植物門 Magnoliophyta
  - 双子葉植物綱 Magnoliopsida
    - モクレン亜綱 Magnoliidae
      - フウロソウ目 Geraniales
        - リムナンテス科 Limnanthaceae

### 新エングラー体系
新エングラー体系でもフウロソウ目に入れた。
- 被子植物門 Angiospermae
  - 双子葉植物綱 Dicotyledoneae
    - 古生花被亜綱（=離弁花類）Archichlamydeae
      - フウロソウ目 Geraniales
        - リムナンテス科 Limnanthaceae